# Джа, Басиру
Басиру Джа (порт. Baciro Djá; род. 31 января 1973) — премьер-министр Гвинеи-Бисау с 20 августа по 17 сентября 2015 года и с 27 мая по 18 ноября 2016 года.

## Биография
В 1996 году окончил Гаванский университет по специальности «социальная психология», в 1998 году получил степень магистра по психопатологи и клинической психологии в Институте прикладной психологии (порт. Instituto Superior de Psicologia Aplicada) в Лиссабоне.
С 2006 по 2008 год работал координатором проекта реформирования сектора обороны и безопасности и президентом Института национальной обороны Гвинеи-Бисау. В 2008 году избран депутатом Государственного совета, в том же году назначен министром молодёжной политики и спорта. В 2011 и 2012 годах занимал пост министра национальной обороны. В 2012 году участвовал в президентских выборах как независимый кандидат.
В 2015 году впервые назначен премьер-министром, но через 20 дней после назначения и через 2 дня после представления состава кабинета Верховный суд принял решение о неконституционности назначения Джа. Второй раз пробыл премьер-министром немногим менее полугода, став при этом четвёртым по счёту премьер-министром Гвинеи-Бисау в 2016 году.
Занимал пост третьего вице-президента имеющей большинство в госсовете Африканской партии независимости Гвинеи и Кабо-Верде, 20 ноября 2016 года исключён из партии за принятие предложения стать премьер-министром вразрез с мнением партийного руководства.
Летом 2019 года принял решение принять участие в очередных президентских выборах в стране от Патриотического фронта национального спасения. Занял 6-е место с 1,28% голосов.
Владеет португальским, французским и испанским языками.